# Scott Turow
Scott Frederick Turow (n. 12 aprilie 1949) este un avocat american, cunoscut ca scriitor de thriller. El a scris nouă cărți de ficțiune și două de non-ficțiune, traduse în peste 40 de limbi și vândute în mai mult de 30 de milioane de volume. De asemenea, au fost realizate unele producții cinematografice bazate pe câteva dintre lucrările lui.  
Viața și cariera
Turow s-a născut în Chicago, Illinois, ca descendent al unei familii de ruși evrei. A urmat New Trier High School și a absolvit în 1970 Amherst College, ca membru al Societății Literare Alpha Delta Phi. A primit distincția Edith Mirrielees Fellowship de la Centrul de Creație Literară al Universității din Stanford, pe care l-a frecventat între 1970-1972. În 1971 s-a căsătorit cu Annette Weisberg, o pictoriță, dar au divorțat 35 de ani mai târziu. Cei doi au împreună trei copii, Rachel, Suzanne și Weisberg Turow.
După ce a părăsit Baroul american, Turow a devenit romancier, începând să scrie thrillere cu acțiune din domeniul juridic, cum ar fi "Presumed Innocent", "The Burden of Proof", "Pleading Guilty și Personal Injuries", acesta din urmă fiind numit de revista Time "cel mai bun roman de ficțiune din 1999". Toate titlurile menționate au devenit bestselleruri și Turow și-a multuiplicat premiile literare, în special Silver Dagger Award acordat de Asociația Scriitorilor de Crime din Marea Britanie.
În 1990, Turow a figurat pe coperta revistei Time din luna iunie, criticii publicației descriindu-l drept un „Bard al Perioadei Litigioase“. În 1995, autorul canadian Derek Lundy a publicat o biografie a lui Turow, intitulată "Scott Turow: Meeting the Enemy" ("Scott Turow: Întâlnirea cu dușmanu"l) (ECW Press). În 1990, un editor englez a comparat opera lui Turow cu cea a lui Margaret Atwood și a lui John Irving, republicată în cadrul Bloomsbury Modern Library.
Cărți ficțiune
Presumed Innocent, 1987 (Film)
The Burden of Proof, 1990 (Film)
Pleading Guilty, 1993
The Laws of Our Fathers, 1996
Guilty As Charged, 1996 (ca editor)
Personal Injuries, 1999
Reversible Errors, 2002 (Film)
Ordinary Heroes, 2005
Limitations, 2006
The Best American Mystery Stories, 2006 (ca editor)
Innocent, 2010 (Program TV pe canalul TNT)
Identical, 2013
Non-ficțiune
One L, 1977
Ultimate Punishment: A Lawyer's Reflections on Dealing with the Death Penalty, 2003
Hard Listening, co-autor în iulie 2013, o carte digitală ebook interactivă cu participarea lui Turow la o formație de muzică, the Rock Bottom Remainders, lucrare publicată de  Coliloquy, LLC.
Identical (Gemenii)
Un
thriller care își are acțiunea în anul 2008 și face mereu trimiteri la
mitologie este un roman care stârnște curiozitatea. Și pe măsură ce în această
schimbare de dimensiuni temporare, trecut-prezent, trecut mitologic-prezent
contemporan, sunt intercalate clasicele subiecte care țin mereu prima pagină,
crime, sex, obsesii, trădări și acțiune, romanul captează atenția și, mai ales,
suscită întrebări. Răspunsurile vin citind cartea Gemenii.
Prezentare titlu:
Senatorul Paul
Giannis este un candidat la funcția de primar al Districtului Kindle. Fratele
lui geamăn, Cass, este eliberat recent din închisoare, după ce în nurmă cu 25
de ani fusese găsit vinovat de uciderea prietenei lui, Aphrodita Kronon. Când
Evon Miller, un fost agent CIA care e șeful securității afacerilor familiei
Kronon, și fostul detectiv omucideri Tim Brodie reîncep o nouă investigație pe
marginea crimei asupra Aphroditei, iese la iveală un păienjeniș complicat și
dramatic, incluzând crime, sex și trădări, pe care numai Scott Turow îl putea descâlci
în final și adevărul tăios este dezvăluit: oamenii cred doar ceea ce ei vor să
creadă.
Referințe
critice Gemenii
„O
poveste plină de compulsiune, și totuși interesantă, despre dragoste, vinovăție
și răzbunare, care își poate avea inspirația în legenda Castor și Polux, dar și
în alte mituri grecești. Însă în Gemenii
parcursul are o rezonanță mult mai intensă grație epicului creat de Turow în
jurul Districtului Kindle, pe o perioadă de trei decenii.“
Los Angeles Times
„Suspans cu alternanțe și răsuciri stilistice
ale unui maestru al formei de limbaj.“
Sacramento Bee
„Complexitatea
este semnul distinctiv, pecetea thriller-urilor inteligente și cu notă juridică
ale lui Turow.“
USA Today
„Turow
s-a amuzat, evident, cu concepția lui mitologică... procesul descoperirii
include răsturnări de situații frumoase și uneori neașteptate. În mijlocul supermodernității
testelor ADN, al austerității cazurilor juridice și al încurcăturilor politice
contemporane, Turow nu și-a luat niciodată privirea de la vechile fundamente
ale poveștii lui... Clasic (în mai multe sensuri decât acesta) Turow.“
Kirkusrewiews.com
„O
poveste complicată despre violență, trădare și credibilitatea omenească.“
Library Journal
„Este
clasicul Turow: iubire, minciuni, și avocați.“
Good
Housekeeping
„Noul
roman al lui Scott Turow este versiunea fiction consacrată a mitului El Dorado:
o dramă a sălilor de ședințe de tribunal, plină de suspans, sub umbrela
sintagmei crimă-mister, cât și o comoară literară scrisă într-un limbaj care
scânteiază de claritate și rezonează prin intermediul unor personaje sincere.
M-am simțit uimit și mai împlinit, la fel ca atunci când citim romancieri la
înălțimea capacităților lor. Puneți acest roman pe lista «Nu trebuie să
lipsească!».“
Stephen
King 